# Korps Oder
Het Korps Oder (Duits: Generalkommando Oder) was een Duits legerkorps van de Wehrmacht tijdens de Tweede Wereldoorlog. Het korps kwam gedurende in actie tijdens de gevechten langs de Oder en ten noorden van Berlijn in februari-april 1945. 

## Krijgsgeschiedenis

### Oprichting en inzet
Het Korps Oder werd opgericht in februari 1945 aan de beneden Oder uit de staf van de Division z.b.V. 612.
Het korps werd ingezet om de Oder-stelling te verdedigen tegen de opkomende Sovjettroepen.
Bij het begin van de Slag om Berlijn lag het korps aan de Oder bij en ten zuiden van Stettin. Het korps beschikte hier over de Division z.b.V. 610, Divisionsgruppe Klossek en Kampfgruppe Wellmann. Pas op 20 april werd het korps vol aangevallen door het 2e Wit-Russische Front, dat de Oder overstak bij Gartz en werd al snel tot de aftocht gedwongen. In de daaropvolgende dagen werd het korps volledig verslagen tijdens de terugtocht door het gebied ten noorden van Berlijn.
Het Korps Oder werd op 28 april 1945 opgeheven en zijn plaats in het front werd ingenomen door het 27e Legerkorps. 

## Bovenliggende bevelslagen
| Leger              | Legergroep            | Plaats/regio | Begin         | Eind          |
| ------------------ | --------------------- | ------------ | ------------- | ------------- |
| 9. Armee           | Heeresgruppe Weichsel | beneden Oder | februari 1945 | maart 1945    |
| direct onder bevel | Heeresgruppe Weichsel | beneden Oder | maart 1945    | maart         |
| 3. Panzerarmee     | Heeresgruppe Weichsel | beneden Oder | maart 1945    | 28 april 1945 |

## Commandanten
| Rang                                                      | Naam                        | Begin        | Eind          |
| --------------------------------------------------------- | --------------------------- | ------------ | ------------- |
| SS-Obergruppenführer en generaal der Waffen-SS en Politie | Erich von dem Bach-Zelewski | 5 maart 1945 | 24 april 1945 |